# Raphael Ris
Pour les articles homonymes, voir Ris.

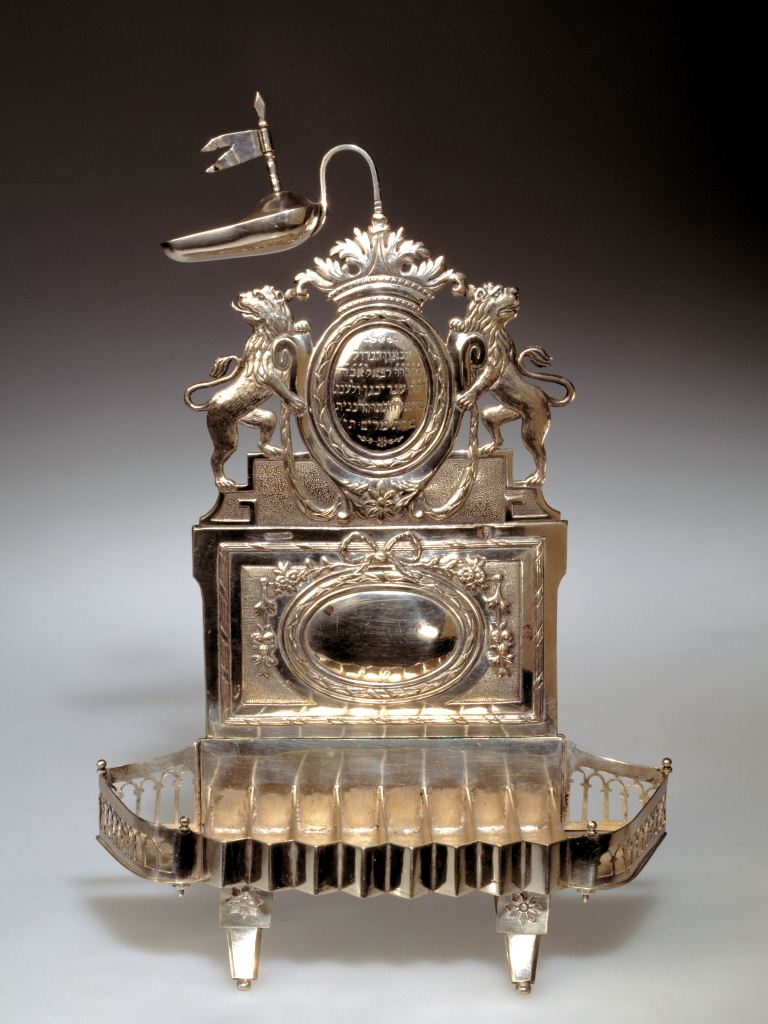
Lampe de Hanoukka du rabbin Raphaël Ris.

Raphael Ris, également appelé Raphael Ries, né le 14 mai 1728 à Hagenthal-le-Bas et mort le 25 mai 1813 à Endingen, est un rabbin et kabbaliste. 

## Biographie
Ris est né le 14 mai 1728 à Hagenthal-le-Bas. Ses études talmudiques le mènent à Ribeauvillé, à Francfort et dans le Duché de Hanau-Lichtenberg dans le Bas-Rhin, où il sera, dès 1768, enseignant à la yeshivah (école du Talmud) de Bouxwiller. À partir de 1784, il dirige la petite yeshivah de Hagenthal-le-Bas. En été 1786, il quitte l'Alsace pour l'Argovie. Dans la vallée de la Surbe, il vécut à Endingen et fut rabbin de Lengnau et Endingen de 1788 à sa mort. Son fils Abraham Ris succéda ensuite le poste de rabbin du Surbtal (Endingen et Lengnau, Argovie). 
En l’an 2000, la famille Ris fut le sujet d’une exposition au musée juif de Suisse : Rabbin Ris. Une famille dans la région (Die Rabbiner Ris. Eine Familie in der Region).

## Littérature
- (de) Michael Brocke, Julius Carlebach (Hrsg.) : Biographisches Handbuch der Rabbiner. Bearbeitet von Carsten Wilke, Teil 1: Die Rabbiner der Emanzipationszeit in den deutschen, böhmischen und großpolnischen Ländern 1781-1871. Band 2. K. G. Saur Verlag, Munich 2004,  (ISBN 3-598-24871-7), Seite 743.